# Амми-дитана
Амми-дитана  — царь Вавилона, правил приблизительно в 1684 — 1647 годах до н. э. из I Вавилонской (аморейской) династии.

## Биография
Сын царя Абиешу.
Список его датировочных формул, почти единственный источник сведений о его правлении, сообщает об очистке и обновлении каналов и сооружении на них новых городков, об обычных дарениях в храмы, провозглашении «справедливости» (отмены долгов и недоимок) и так далее. Как и его предшественники, Амми-дитана продолжает обычай датировать годы по такому «событию», как установление его собственной статуи в том или ином храме; у него так датированы 11 лет из 37, а один год получил имя по установлению статуи его деда царя Самсу-илуны. И так же как его отец и дед, он был очень озабочен накапливающимися недоимками по налогам и поборам, приводящим к обнищанию населения и упадку хозяйства; актам «справедливости» у него посвящены три датировочные формулы — 2-го, 3-го и 21-го годов.
Правление Амми-дитаны было, видимо, не особенно мирным. В списке его датировочных формул не раз упоминается постройка крепостей и дважды говорится о войнах. В 17-й год своего правления (1668/1667 до н. э.) Амми-дитана разгромил некоего Ярахаби, возможно — вождя восстания. Он вёл также войну с Приморским царством. В 37-м году (1648/1647 до н. э.) Амми-дитана разрушил стены крепости, которую построили люди царя Приморья Дамик-илишу.
Правил Амми-дитана 37 лет.

## Список датировочных формул Амми-дитана
|                                  | |
| 1 год 1684 / 1683 годы до н. э.  | Год, когда царь Амми-дитана по высочайшему повелению Шамаша и Мардука [установил справедливость в своей стране] MCS 2 44; BE 6-2 68 mu am-mi-di-ta-na lugal-e ad-gi-a / ad-gi4-a / du11-ga gu-la dutu dmarduk-bi-da-ke4 |
| 2 год 1683 / 1682 годы до н. э.  | Год, когда [Амми-дитана] почтительный и послушный пастырь Шамаша и Мардука / Адада / Ана и Энлиля, [простил долги своему народу] MCS 2 44 mu sipa ni2-tuku sze-ga dutu dmarduk / diszkur-bi-da-ta / an den-lil2-ke4 … du8-a |
| 3 год 1682 / 1681 годы до н. э.  | Год, когда [Амми-дитана], повинуясь высочайшим приказам великих богов, отцов и прародителей, вознёсших его на вершины власти, мощью дарованной ему Мардуком дабы призвать народ своей страны … PBS 8.2 200; MAP 19; YOS 13 33 mu esz-bar mah-a dingir gal-gal-la sag-du-a-ni an-sze3 ib2-ta-an-il2-esz-a-ta nam-a2-gal2-la dmarduk-ke4 in-ne-en-gar-ra-ta un kalam-ma-na nam-erin2 [ka] kesz2-da-bi-sze3 |
| 4 год 1681 / 1680 годы до н. э.  | Год после года, когда Амми-дитана, повинуясь высочайшим приказам великих богов и мощью [дарованной ему] Мардуком, [призвал] народ своей страны … MCS 2 45; MHET 2, 482 mu gibil sza / egir mu am-mi-di-ta-na esz-bar mah dingir gal-gal-la / nam-a2-gal2-la dmarduk-ke4 un kalam-ma-na |
| 5 год 1680 / 1679 годы до н. э.  | Год, когда [Амми-дитана] преподнёс в дар [храму] Эсагила статую, [представляющую его] восседающим, как то подобает владыке на великолепном тронном возвышении MCS 2 45 mu alan nam-nun-na-ni giszgu-za bara2 mah-a an-da-ri-a e2-sag-il2-la-sze3 in-ni-ku4-ra |
| 6 год 1679 / 1678 годы до н. э.  | a Год после года, когда его статуя, [представляющая его восседающим], как то подобает владыке [на великолепном тронном возвышении] Boyer, CHJ 133 mu gibil / sza egir alan nam-nun-na-ni b Год, когда царь [Амми-дитана], добрый и милостивый господин, преподнёс в дар [храму] Эбаббар для господина своего Шамаша, доброго и милостивого владыки золотой трон для помещения в святая святых, а также статую, [представляющую его гонцом], спешащим с донесением MCS 2 45 mu dutu lugal en sig5 en sun5-na giszgu-za ki-bad-ra2-a ku3-sig17-ga u3 alan-a-ni hub2 ab-sa2-sa2 e2-babbar-ra-sze3 in-na-an-ku4-ra |
| 7 год 1678 / 1677 годы до н. э.  | Год, когда [Амми-дитана] преподнёс в дар [храму] Эсагила статую, [представляющую его] молящимся, со скипетром и жертвенным ягнёнком в руках MCS 2 46; MHET 2, 487 mu alan-a-ni szud3-szud3-de3 an-di-di-a giszgidru szu an-du8-a u3 alan-a-ni masz2 igi-du8-a e2-sag-il2-la-sze3 in-ni-in-ku4-ra |
| 8 год 1677 / 1676 годы до н. э.  | Год, когда [Амми-дитана] преподнёс в дар [храму] Эбаббар статую, [представляющую его] царём, держащим в руке «зуби»-оружие, украшенное золотом MCS 2 46; VAT 6091; YOS 13 402 mu alan nam-lugal-la-ni alan giszzubi ku3-sig17-ga-ke4 szu-a bi2-in-du8-a / szu-a bi2-in-du7-a e2-babbar-ra-sze3 / e2-babbar-ra-asz in-na-ni-ku4-ra |
| 9 год 1676 / 1675 годы до н. э.  | Год, когда [Амми-дитана] значительно расширил Машкан-Амми-дитана, жилище Мардука на берегах Евфрата MCS 2 46 mu nam-gal ki-dur2 dmarduk-ke4 ma-asz-ka-an-am-mi-di-ta-naki gu2 id2-buranun-na-ta bi2-[diri-ga] |
| 10 год 1675 / 1674 годы до н. э. | Год после года, когда [Амми-дитана] значительно расширил Машкан-Амми-дитана, жилище Мардука на берегах Евфрата MCS 2 46; BM 78531 mu gibil sza / egir masz-gan2-am-mi-di-ta-naki-ke4 / ma-asz-ka-an-am-mi-di-ta-naki-ke4 gu2 id2-buranun-na-ta bi2-[diri-ga] |
| 11 год 1674 / 1673 годы до н. э. | Год, когда [Амми-дитана] построил городскую стену Кар-Уту («Крепость Шамаша») на берегах Евфрата MCS 2 46; YOS 13 23 mu bad3 kar-dutu-aki-a / kar-dutu-am3 gu2 id2-buranun-ta bad3-da-ni / bad3-bi bi-in-du3-a / bi2-in-du3-a |
| 12 год 1673 / 1672 годы до н. э. | a Год, когда [Амми-дитана преподнёс в дар храму ради благополучия своего] статую, [представляющую его спящим и видящим во сне бога и] получающего от него благоприятное предзнаменование YOS 13 490 mu alan-a-ni masz2-gi6-ga u3 alan-a-ni gizkim u3?-sig5 b Год, когда [Амми-дитана] принёс в дар [храму] ради благополучия своего статую, [представляющую его видящим бога во сне и] получающим от него благоприятное предзнаменование Ungnad 1938, 187; BM 78348 mu alan-a-ni masz2-gi6-a dingir mu2-mu2-a … u3 alan-a-ni gizkim sig5 nam-ti-la-ni-sze3 in-ne-en-ku4-ra |
| 13 год 1672 / 1671 годы до н. э. | Год, когда [Амми-дитана] преподнёс в дар [храму] Эбаббар огромной величины солнечные диски, символы величия, [изготовленные из] агата MCS 2 474; BE 6/2 105 mu asz-me gal-gal-la na4du8-szi-a-ke4 / na4du8-szu2-a-ke4 szu-nir-ra i3-mah-esz-a e2-babbar-ra-sze3 in-ne-en-ku4-ra |
| 14 год 1671 / 1670 годы до н. э. | a Год, когда [Амми-дитана] принёс в дар / поместил в [храм] Эсагила свою статую из сияющего камня, [представляющую его] марширующим подобно сильному молодому человеку BE 6.2 106; TLB 1 257 mu alan nam-szul-a-ni za-e sub2-bi2-a na4sur kal-kal-ha2 … e2-sag-il2-sze3 in-ni-ku4-ra / in-na-an-dur2-ra b Год, когда царь Амми-дитана для Набу, что в Эмахе, преподнёс в дар [храму] Эсагила статую, [представляющую его] идущим подобно сильному молодому человеку, изготовленную из золота и украшенную сверкающими камнями OECT 13 147 mu am-mi-di-ta-na lugal-e alan nam-szul-a-ni zag-ge [sub2-be2-a] ku3-sig17 sur-ra na4sur kal-kal szu ub-ta-an-du7-a / bi-ta-an-du7-a dna-bi-um e2-mah-a in-na-an-di-ni-gal2-la e2-sag-il2-la-sze3 in-na-an-ku4-ra c Год, когда царь Амми-дитана для Набу, что в Бит-Сиири, преподнёс в дар [храму] Эсагила статую, [представляющую его] идущим подобно сильному молодому человеку, статую из красноватого золота, украшенную сияющим камнем OECT 13 147 sza-at-tum sza am-mi-di-ta-na szar-rum sya-lam me-tye-lu-ti-szu a-li-[ik i-di] sza ku3-sig17 sya-ri-ri-im [] na4a-ta-ar / na4a-sza-ar [] szu-uk-lu-lu a-na dna-bi-um … i-na e2 syi-ri mu … d Год, когда царь Амми-дитана [изготовил] статую, [представляющую его] в расцвете сил и молодости BE 6.2 107 mu am-mi-di-ta-na lugal-e alan nam-szul-a-ni ma-an-sum |
| 15 год 1670 / 1669 годы до н. э. | Год, когда [Амми-дитана] преподнёс в [храмам] Эмах Эмастиле возвышенные престолы, полагающиеся владыке, отлитые из меди, [украшенные] изображениями земли, гор и больших рек CT 8 30b; TCL 1 152 mu uruduki-lugal-gub-ba gal-gal-la kur hur-sag-ga2 id2-id2 gal-la e2-mah-a e2-nam-ti-la in-ne-en-si3-si3-ga2 |
| 16 год 1669 / 1668 годы до н. э. | Год, когда [Амми-дитана] выстроил город Дур-Амми-дитана («Крепость Амми-дитаны») на берегу канала, [называемого] Силакку MCS 2 47; BA 6/III 43 mu bad3-am-mi-di-ta-naki gu2 id2-si2-la2-kum-ma-ta bi2-in-du3-a |
| 17 год 1668 / 1667 годы до н. э. | Год, когда [Амми-дитана] мощью своей, [дарованной ему] Шамашем [и] Мардуком, [захватил] Ярахаби, человека земли … MCS 2 48; VS 18 33 mu usu mah dutu dmarduk-bi-da-ke4 a-ra-ha-ab lu2 ma-da [in-dab5] |
| 18 год 1667 / 1666 годы до н. э. | Год, когда [Амми-дитана], по высочайшему повелению Шамаша, своего господина, построил великолепную стену вокруг храма, жилища дев бога/ гагума, большой овчарни Шамаша MCS 2 48; VS 22 12 T. 40 mu du11-ga gu-la dutu lugal-a-ni-ta ga2-gi-a / ga2-gi4-a tur3 dagal-la dutu-ke4 bad3 mah-a-ni szi-in-ga-an-du3-a |
| 19 год 1666 / 1665 годы до н. э. | Год, когда [Амми-дитана] преподнёс в дар [храму] Энамтила трон, достойный быть помещённым в святая святых, украшенный золотом, а также статую, [представляющую его гонцом], спешащим с донесением MCS 2 48; YOS 13 386; VS 22 29 mu gisz-gal / gisz-kal ku3-sig17-ga me-te ki-bad-ra2-a u3 alan-a-ni hub2 ab-sar-sar-ri-a e2-nam-ti-la-sze3 in-na-an-ku4-ra |
| 20 год 1665 / 1664 годы до н. э. | Год, когда [Амми-дитана] построил «жилище благополучных», Дворец радости, на берегу реки Аратум MCS 2 48; YOS 13 245 mu ki-dur2 / ki-tusz sza3 du10-ga-ni / sza3 du10-ga-ta / sza3 du10-ga-ke4 gu2 id2-a-ra-ah-tum-ma-ta e2-gal hul2-hul2-la bi2-in-du3-a |
| 21 год 1664 / 1663 годы до н. э. | Год, когда [Амми-дитана], господин, мудрый своими решениями, любезный Мардуку / Шамашу, простил долги в своей стране MCS 2 48 mu en i3-tum2 gu-ul-la / gu-la ki-ag2 dmarduk-ke4 / dutu-ke4 ur5-ra ma-da-an-ni ab-kid3-kid3-da ba-da-an-du8-a |
| 22 год 1663 / 1662 годы до н. э. | a Год, когда [Амми-дитана], праведный владыка, вырыл канал, названный каналом Амми-дитаны MCS 2 49 mu en sza3-asz-sza4-a id2-am-mi-di-ta-na mu-un-ba-al-la / mu-ni bi2-in-sa4 b Год, когда [Амми-дитана], праведный владыка, пробил проход у склона высокой горы и разделил высокие горы, дабы прорыть канал, названный им каналом Амми-дитаны … YOS 13 353; MAOG 4 290 mu en sza3-asz-sza4 si-gar gu2-ba-ni hur-sag si3-ki-a hur-sag gal-la in-dar-ra id2-am-mi-di-ta-na mi-ni-in-ba-al-la mu-un-ni bi2-in-sa4 … |
| 23 год 1662 / 1661 годы до н. э. | a Год, когда [Амми-дитана] изготовил / принёс в дар [храму] Эбаббар медные статуи, представлявшие его молящимся, а также статуи богов-покровителей, отлитые из золота MCS 2 49, Cat Edinb. 15, JA 270 42 mu urudualan-alan-a-ni szud3-de3 ab-ra2-ra2-e-ne-a u3 dingir-lamma dingir-lamma ku3-sig17-ga e2-babbar-ra-sze3 in-na-du3-a / in-na-an-ku4-ra b Год, когда царь Амми-дитана [принёс в дар храму Эбаббар] медные статуи, представляющие его в молитвенной позе BM 80971 mu am-mi-di-ta-na lugal-e urudualan-a-ni szud3-da ab-ra2-ra2-e-ne-a |
| 24 год 1661 / 1660 годы до н. э. | Год, когда [Амми-дитана] изготовил и преподнёс в дар [храму] Эсагила для Мардука, своего величайшего господина, «шита»-оружие из агата, покрытого сияющим красным золотом MCS 2 49; CT 45 50; YOS 13 531 mu szita2 gisztukul-la ib2-diri-gi-esz-a ku3-sig17 husz sur-ra na4du8-szi-a-bi-da-ke4 / na4du8-szu2-a-bi-da-ta dmarduk lugal-a-na i3-dim2-dim2 e2-sag-il2-la-sze3 i-ne-en-ku4-ra |
| 25 год 1660 / 1659 годы до н. э. | Год после года, когда [Амми-дитана преподнёс в храм Эсагила для Мардука, своего величайшего господина], «шита»-оружие из агата, покрытое сияющим красным золотом TJA 144 mu us2-sa / gibil egir szita2 gisztukul-la ib2-diri-gi-esz-a ku3-sig17 husz sur-ra na4du8-szi-a-bi-da-ke4 |
| 26 год 1659 / 1658 годы до н. э. | Год, когда [Амми-дитана изготовил] медную статую, [представляющую его] военачальником над собранной армией MCS 2 49 mu urudualan-a-ni igi-du eren2 ka kesz2-da-ke4 |
| 27 год 1658 / 1657 годы до н. э. | Год, когда [Амми-дитана преподнёс в дар] Ишкуру / Урашу, могучему герою, великолепное оружие из красного золота, украшенное [крупными драгоценными камнями] MCS 2 50; CT 6 23; VAT 5835 mu diszkur / durasz ur-sag gal-la gisztukul mah / giszszita2 mah ku3-sig17 husz-a u3 dab-bu-na nim?-szur / na4sur gu-la |
| 28 год 1657 / 1656 годы до н. э. | Год, когда [Амми-дитана] преподнёс в дар [храму] Энамтила, / храму жизни, статую, [представляющую его] держащим в руке машдариа-ягнёнка MCS 2 50 mu alan-a-ni masz2-da-ri-a szu-a an-du7-a e2-nam-ti-la-sze3 i-ne-en-ku4-re |
| 29 год 1656 / 1655 годы до н. э. | a Год, когда царь Амми-дитана сделал и украсил красным золотом и драгоценными камнями статуи могучих богов-покровителей, каковые стоят на страже его жизни, и преподнёс их в дар Инанне, великой госпоже, что в Кише, по милости каковой царь высоко держит голову MCS 2 50; VAT 679 mu am-mi-di-ta-na lugal-e dingir-lamma dingir-lamma bar-su3-ga-ke4 nam-ti-la-ni-sze3 szu am3-mu2-mu2-am3 ku3-sig17 husz-a na4kal-la-bi-da-ke4 szu-am3 bi2-in-da-ra-du7-a / bi2-in-dim2-dim2-ma-a dinanna nin gal kiszki-a sag lugal-la-na-ke4 an-szi-in-ib2-il2-la-asz in-ne-en-ku4-ra b Год, когда царь Амми-дитана сделал и украсил красным золотом и драгоценными камнями статуи могучих богов-покровителей, стоящих на страже его жизни, и преподнёс их Инанне, великой госпоже Киша, дарующей славу его царствованию BA 6.3 p. 47 sza-at-tu sza am-mi-di-ta-na szar-rum dla-ma-sa3-at me-re-e sza a-na ba-la-tyi-szu i-kar-ru-bu i-na ku3-sig17 ru!-szi-im u3 na4 a-qar-tim ib-ni-i-ma a-na dinanna nin gal kiszki-a mu-ul-li-a-at szar-ru!-ti-szu u2-sze-syu2-u2 |
| 30 год 1655 / 1654 годы до н. э. | Год, когда [Амми-дитана] преподнёс в дар [храму] Энитенду для Нанны, своего отца и прародителя, статую, достойную его царского величия, / храму в ознаменование глубочайшего благоговения MCS 2 50; CT 48 72 mu alan-a-ni nam-nun-na-a-ni-gim dnanna a-a ugu-na-asz e2-ni-te-en-du10-sze3 / e2-ni2-te-en-du10-sze3 in-ne-en-ku4-ra / bi2-in-gal2-la |
| 31 год 1654 / 1653 годы до н. э. | Год, когда [Амми-дитана] преподнёс в дар [храму] Энамтила для Нинурты, могучего дикого быка, помощника своего, огромные эмблемы и великолепный трон для установки в святая святых MCS 2 51; YOS 13 348 mu dnin-urta am sag a2-dah-a-ni-sze3 szu-nir gal-gal-la giszgu-za mah-a ki-bad-ra2-ba-sze3 e2-nam-ti-la-sze3 i-ni-in-ku4-ra |
| 32 год 1653 / 1652 годы до н. э. | Год, когда выстроена была городская стена Ишкун-Мардук на берегу канала Шилаккум CT 8 7a, 40d; MCS 2 51 mu bad2 isz-ku-un-dmardukki-ke4 gu2 id2-da si2-la-kum-ma-ta bi2-in-du3-a |
| 33 год 1652 / 1651 годы до н. э. | Год после года, когда была выстроена городская стена Ишкун-Мардук на берегу канала Шилаккум MCS 2 51 mu gibil / egir bad3 isz-ku-un-dmardukkike4 gu2 id2-da si2-la-kum |
| 34 год 1651 / 1650 годы до н. э. | a Год, когда [Амми-дитана] преподнёс в дар [храму] Энамтила статую, [представляющую] Самсу-илуна, своего деда, в образе героя, а в [храм] Эментеурсаг / Энитеурсаг статую из золота, представляющую его владыкой, держащую в руке «зуби»-оружие MCS 2 51; CT 8 2 mu alan nam-ur-sag-ga2 sa-am-su-i-lu-na pab-bil-ga-ni / pab-bil2-ga-ni / pab-bil-en-na e2-nam-ti-la-sze3 u3 alan nam-en-na-ni alan ku3-sig17-ga-ke4 zubi szu an-da-gal2-la e2-me-te-ur-sag-ga2-asz-sze3 / e2-ni2-te-ur-sag-ga2-asz-sze3 in-ne-en-ku4-ra b Год, когда статуя Самсу-илуна и статуя, [представляющая его] владыкой… BM 81424 mu alan sa-am-su-i-lu-na u3 alan nam-en-na-ni |
| 35 год 1650 / 1649 годы до н. э. | a Год после года, когда [Амми-дитана преподнёс в дар храму Энамтила] статую, [изображащую] Самсу-илуна, своего дела в образе героя CT 45 51 mu sa-am-su-i-lu-na lugal-e du11-ga an den-lil2-la2-bi-ta / den-lil2-la2-bi-da bad3 ur2iki u3 unugki-ga mu-un-gul-la ugnim ki-uri a-ra2 []-kam gisztukul-ta in-sig3-ge b Год, когда [Амми-дитана] выстроил Дур-Амми-дитана (Крепость Амми-дитаны) на берегу канала, [именуемого] Me-Энлиль MCS 2 51 mu bad3-am-mi-di-ta-naki gu2 id2-me-e-den-lil2-la2-ta bi2-in-du3-a / bi2-in-du-a |
| 36 год 1649 / 1648 годы до н. э. | Год после года, когда Дур-Амми-дитана был выстроен на берегу канала, [именуемого] Me-Энлиль MCS 2 52; BM 67420, 78719 mu gibil egir bad3-am-mi-di-ta-naki gu2 id2-me-e-den-lil2-la2-ta bi2-in-du3-a |
| 37 год 1648 / 1647 годы до н. э. | Год, когда [Амми-дитана] уничтожил городскую стену Дера / Удиним, выстроенную армией Дамик-илишу MCS 2 52; YOS 13 359 mu bad3-da bad3ki-ke4 / udinimki-ke4 eren2 dam-qi2-i3-li2-szu-ke4 bi2-in-du3-a bi2-in-gul-la |
| B                                | Год, когда царь Амми-дитана, владыка, мудрый вождь, имеющий личного гения-покровителя … CT 48 50; BM 78296 mu am-mi-di-ta-na lugal-e nun masz-su2 / masz-su igi-gal2-la dingir tuk-a |
| D                                | Год, когда Ан и Энлиль … BM 80962 mu … zi-da an den-lil2?-na? |
| E                                | Год … PBS 8/II 215 mu … bar ba … ni-tum nin? nam-lugal … tum … en la |
| F                                | Год … OECT 13 151 mu … gisz sag nam- … |
| G                                | Год … YOS 13 21 mu a[m-mi-di-ta-na / a[m-mi-sya-du-qa lugal-e] alan …-um |
| H                                | Год … BDHP 18 mu … ar pi … ig szi ig bi tum sza … dmarduk |
| I                                | Год … Мардук BRM 3 188 mu da-an-na dmarduk |
| J                                | Год, когда царь Амми-дитана … Тигр Durand, Doc. Cun. 454 mu am-mi-di-ta-na lugal-e … id2-idigna |

| I Вавилонская (аморейская) династия |                                                        |                       |
| Предшественник: Аби-ешу             | царь Вавилона ок. 1684 — 1647 до н. э. (правил 37 лет) | Преемник: Амми-цадука |